# A Dél-afrikai Köztársaság az olimpiai játékokon
A Dél-afrikai Köztársaság első alkalommal 1904-ben vett részt  az olimpiai játékokon, és 1960-ig minden nyári játékokra küldött sportolókat. Az ENSZ 1962-es 1761. Közgyűlési Határozatának egy kitétele értelmében - válaszolva Dél-Afrika fajüldöző politikájára - az országot eltiltották az olimpiáktól. 1990-ben, mikor megkezdődtek a Dél-Afrika fajüldözésének felszámolására összehívott tárgyalások, az ország újra csatlakozhatott az Olimpiai Mozgalomhoz.
A Dél-afrikai Sportszövetség és Olimpiai Bizottság 1991-ben alakult meg, és 1992 nyarán térhetett vissza Dél-Afrika a játékokra. A Dél-afrikai Köztársaság részt vett a téli olimpiai játékokon is még 1960-ban, és 1994 óta valamennyi téli sportünnepen.
A dél-afrikai sportolók eddig összesen 89 olimpiai érmet szereztek (mindet a nyári olimpiákon) , főként atlétikában, ökölvívásban és úszásban.

## Érmesek

### Nyári olimpiák
| Érem  | Név | Olimpia                   | Sport                | Versenyszám                          |
| ----- | --- | ------------------------- | -------------------- | ------------------------------------ |
| Arany | Lawrence Stevens | 1932, Los Angeles         | Ökölvívás            | Férfi könnyűsúly                     |
| Arany | David Carstens | 1932, Los Angeles         | Ökölvívás            | Férfi nagyváltósúly                  |
| Bronz | Marjorie Clark | 1932, Los Angeles         | Atlétika             | Női 80 m gát                         |
| Bronz | Ernest Pierce | 1932, Los Angeles         | Ökölvívás            | Férfi középsúly                      |
| Bronz | Jenny Maakal | 1932, Los Angeles         | Úszás                | Női 400 m gyors                      |
| Ezüst | Charles Catterall | 1936, Berlin              | Ökölvívás            | Férfi pehelysúly                     |
| Arany | Gerald Dreyer | 1948, London              | Ökölvívás            | Férfi könnyűsúly                     |
| Arany | George Hunter | 1948, London              | Ökölvívás            | Férfi nagyváltósúly                  |
| Ezüst | Dennis Shepherd | 1948, London              | Ökölvívás            | Férfi pehelysúly                     |
| Bronz | John Arthur | 1948, London              | Ökölvívás            | Férfi nehézsúly                      |
| Arany | Esther Brand | 1952, Helsinki            | Atlétika             | Női magasugrás                       |
| Arany | Joan Harrison | 1952, Helsinki            | Úszás                | Női 100 m hát                        |
| Ezüst | Daphne Robb-Hasenjäger | 1952, Helsinki            | Atlétika             | Női 100 m                            |
| Ezüst | Theunis Van Schalkwyk | 1952, Helsinki            | Ökölvívás            | Férfi középváltósúly                 |
| Ezüst | Raymond Robinson Thomas Shardelow | 1952, Helsinki            | Kerékpározás (pálya) | Férfi 2000 m tandem                  |
| Ezüst | George Estman Robert Fowler Thomas Shardelow Alfred Swift | 1952, Helsinki            | Kerékpározás (pálya) | Férfi időfutam (4000m)               |
| Bronz | William Toweel | 1952, Helsinki            | Ökölvívás            | Férfi légsúly                        |
| Bronz | Leonard Leisching | 1952, Helsinki            | Ökölvívás            | Férfi pehelysúly                     |
| Bronz | Andries Nieman | 1952, Helsinki            | Ökölvívás            | Férfi nehézsúly                      |
| Bronz | Raymond Robinson | 1952, Helsinki            | Kerékpározás (pálya) | Férfi 1 km időfutam                  |
| Bronz | Daniel Bekker | 1956, Melbourne/Stockholm | Ökölvívás            | Férfi nehézsúly                      |
| Bronz | Henry Loubscher | 1956, Melbourne/Stockholm | Ökölvívás            | Férfi középváltósúly                 |
| Bronz | Alfred Swift | 1956, Melbourne/Stockholm | Kerékpározás (pálya) | Férfi 1 km időfutam                  |
| Bronz | Moira Abernethy Jeanette Myburgh Natalie Myburgh Susan Elizabeth Roberts | 1956, Melbourne/Stockholm | Úszás                | Női 4×100 m gyors váltó              |
| Ezüst | Daniel Bekker | 1960, Róma                | Ökölvívás            | Férfi nehézsúly                      |
| Bronz | Malcolm Clive Spence | 1960, Róma                | Atlétika             | Férfi 400 m                          |
| Bronz | William Meyers | 1960, Róma                | Ökölvívás            | Férfi pehelysúly                     |
| Ezüst | Elana Meyer | 1992, Barcelona           | Atlétika             | Női 10 000 m                         |
| Ezüst | Wayne Ferreira Piet Norval | 1992, Barcelona           | Tenisz               | Férfi páros                          |
| Arany | Josia Thugwane | 1996, Atlanta             | Atlétika             | Férfi maraton                        |
| Arany | Penelope Heyns | 1996, Atlanta             | Úszás                | Női 100 m mellúszás                  |
| Arany | Penelope Heyns | 1996, Atlanta             | Úszás                | női 200 m mellúszás                  |
| Ezüst | Hezekiél Sepeng | 1996, Atlanta             | Atlétika             | Férfi 800 m                          |
| Bronz | Marianne Kriel | 1996, Atlanta             | Úszás                | Női 100 m hátúszás                   |
| Ezüst | Hestrie Cloete | 2000, Sydney              | Atlétika             | Női magasugrás                       |
| Ezüst | Terence Parkin | 2000, Sydney              | Úszás                | Férfi 200 m mellúszás                |
| Bronz | Llewellyn Herbert | 2000, Sydney              | Atlétika             | Férfi 400 m gát                      |
| Bronz | Frantz Kruger | 2000, Sydney              | Atlétika             | Férfi diszkoszvetés                  |
| Bronz | Penelope Heyns | 2000, Sydney              | Úszás                | Női 100 m mellúszás                  |
| Arany | Lyndon Ferns Ryk Neethling Roland Schoeman Darian Townsend | 2004, Athén               | Úszás                | Férfi 4×100 m gyors váltó            |
| Ezüst | Mbulaeni Mulaudzi | 2004, Athén               | Atlétika             | Férfi 800 m                          |
| Ezüst | Hestrie Cloete | 2004, Athén               | Atlétika             | Női magasugrás                       |
| Ezüst | Roland Schoeman | 2004, Athén               | Úszás                | Férfi 100 m gyors                    |
| Bronz | Donovan Cech Ramon Di Clemente | 2004, Athén               | Evezés               | Férfi páros                          |
| Bronz | Roland Schoeman | 2004, Athén               | Úszás                | Férfi 50 m gyors                     |
| Ezüst | Godfrey Khotso Mokoena | 2008, Peking              | Atlétika             | Férfi távolugrás                     |
| Arany | Sizwe Ndlovu Matthew Brittain John Smith James Thompson | 2012, London              | Evezés               | Könnyűsúlyú kormányos nélküli négyes |
| Arany | Cameron van der Burgh | 2012, London              | Úszás                | Férfi 100 m mellúszás                |
| Arany | Chad le Clos | 2012, London              | Úszás                | Férfi 200 m pillangóúszás            |
| Arany | Caster Semenya | 2012, London              | Atlétika             | Női 800 m                            |
| Ezüst | Chad le Clos | 2012, London              | Úszás                | Férfi 100 m pillangóúszás            |
| Bronz | Bridgitte Hartley | 2012, London              | Kajak-kenu           | Női K-1 500 m                        |
| Arany | Wayde Van Niekerk | 2016, Rio de Janeiro      | Atlétika             | Férfi 400 m                          |
| Arany | Caster Semenya | 2016, Rio de Janeiro      | Atlétika             | Női 800 m                            |
| Ezüst | Chad le Clos | 2016, Rio de Janeiro      | Úszás                | Férfi 200 m gyorsúszás               |
| Ezüst | Shaun Keeling Lawrence Brittain | 2016, Rio de Janeiro      | Evezés               | Férfi kormányos nélküli kettes       |
| Ezüst | Chad le Clos | 2016, Rio de Janeiro      | Úszás                | Férfi 100 m pillangóúszás            |
| Ezüst | Cameron van der Burgh | 2016, Rio de Janeiro      | Úszás                | Férfi 100 m mellúszás                |
| Ezüst | Luvo Manyonga | 2016, Rio de Janeiro      | Atlétika             | Férfi távolugrás                     |
| Ezüst | Sunette Viljoen | 2016, Rio de Janeiro      | Atlétika             | Női gerelyhajítás                    |
| Bronz | Cheslin Kolbe Juan de Jongh Seabelo Senatla Justin Geduld Kyle Brown Cecil Afrika Kwagga Smith Werner Kok Rosko Specman Philip Snyman Dylan Sage Francois Hougaard Tim Agaba                     | 2016, Rio de Janeiro      | Rögbi                | Férfi                                |
| Bronz | Henri Schoeman | 2016, Rio de Janeiro      | Triatlon             | Férfi                                |
| Arany | Tatjana Schoenmaker | 2020, Tokió               | Úszás                | Női 200 m mellúszás                  |
| Ezüst | Tatjana Schoenmaker | 2020, Tokió               | Úszás                | Női 100 m mellúszás                  |
| Ezüst | Bianca Buitendag | 2020, Tokió               | Hullámlovaglás       | Női egyéni                           |
| Arany | Tatjana Smith | 2024, Párizs              | Úszás                | Női 100 m mellúszás                  |
| Ezüst | Tatjana Smith | 2024, Párizs              | Úszás                | Női 200 m mellúszás                  |
| Ezüst | Jo-Ané van Dyk | 2024, Párizs              | Atlétika             | Női gerelyhajítás                    |
| Ezüst | Bayanda Walaza Shaun Maswanganyi Bradley Nkoana Akani Simbine | 2024, Párizs              | Atlétika             | Férfi 4 × 100 m                      |
| Bronz | Alan Hatherly | 2024, Párizs              | Kerékpározás         | Férfi terep-kerékpározás             |
| Bronz | Christie Grobbelaar Ryan Oosthuizen Impi Visser Zain Davids Quewin Nortje Tiaan Pretorius Tristan Leyds Selvyn Davids Shaun Williams Rosko Specman Siviwe Soyizwapi Shilton van Wyk Ronald Brown | 2024, Párizs              | Rögbi                | Férfi                                |

## Éremtáblázatok

### Érmek a nyári olimpiai játékokon
| Olimpia              | Arany          | Ezüst          | Bronz          | Összesen       |
| 1896–1900            | nem vett részt | nem vett részt | nem vett részt | nem vett részt |
| 1904, St. Louis      | 0              | 0              | 0              | 0              |
| 1908, London         | 1              | 1              | 0              | 2              |
| 1912, Stockholm      | 4              | 2              | 0              | 6              |
| 1920, Antwerpen      | 3              | 4              | 3              | 10             |
| 1924, Párizs         | 1              | 1              | 1              | 3              |
| 1928, Amszterdam     | 1              | 0              | 2              | 3              |
| 1932, Los Angeles    | 2              | 0              | 3              | 5              |
| 1936, Berlin         | 0              | 1              | 0              | 1              |
| 1948, London         | 2              | 1              | 1              | 4              |
| 1952, Helsinki       | 2              | 4              | 4              | 10             |
| 1956, Melbourne      | 0              | 0              | 4              | 4              |
| 1960, Róma           | 0              | 1              | 2              | 3              |
| 1964–1988            | nem vett részt | nem vett részt | nem vett részt | nem vett részt |
| 1992, Barcelona      | 0              | 2              | 0              | 2              |
| 1996, Atlanta        | 3              | 1              | 1              | 5              |
| 2000, Sydney         | 0              | 2              | 3              | 5              |
| 2004, Athén          | 1              | 3              | 2              | 6              |
| 2008, Peking         | 0              | 1              | 0              | 1              |
| 2012, London         | 4              | 1              | 1              | 6              |
| 2016, Rio de Janeiro | 2              | 6              | 2              | 10             |
| 2020, Tokió          | 1              | 2              | 0              | 3              |
| 2024, Párizs         | 1              | 3              | 2              | 6              |
| Összesen             | 28             | 36             | 31             | 95             |

## Érmek sportáganként

### Érmek a nyári olimpiai játékokon sportáganként
| Dél-afrikai Köztársaság érmei a nyári olimpiai játékokon sportáganként | Dél-afrikai Köztársaság érmei a nyári olimpiai játékokon sportáganként | Dél-afrikai Köztársaság érmei a nyári olimpiai játékokon sportáganként | Dél-afrikai Köztársaság érmei a nyári olimpiai játékokon sportáganként | Az olimpiai zászlaja |

| Sportág        | Arany | Ezüst | Bronz | Összesen |
| -------------- | ----- | ----- | ----- | -------- |
| Atlétika       | 9     | 15    | 6     | 30       |
| Úszás          | 8     | 8     | 6     | 22       |
| Ökölvívás      | 6     | 4     | 9     | 19       |
| Tenisz         | 3     | 2     | 1     | 6        |
| Kerékpározás   | 1     | 4     | 4     | 9        |
| Evezés         | 1     | 1     | 1     | 3        |
| Sportlövészet  | 0     | 1     | 0     | 1        |
| Hullámlovaglás | 0     | 1     | 0     | 1        |
| Kajak-kenu     | 0     | 0     | 1     | 1        |
| Rögbi          | 0     | 0     | 2     | 2        |
| Triatlon       | 0     | 0     | 1     | 1        |
| Összesen       | 28    | 36    | 31    | 95       |